# Залив Спенсер
Залив Спенсер се налази јужно од Аустралије, у њеној држави Јужна Аустралија. Дуг је 322 километра и има највећу ширину од 129 километара. На његовој западној обали се налази полуострво Еир, а на источној полуострво Јорк које га одваја од залива Свети Винсент. Највећи градови на његовим обалама су Вајала, Порт Пири и Порт Аугуста. Залив Спенсер је открио истраживач Метју Флиндерс 1802. и дао му име по Џорџу Џону Спенсеру, другом ерлу од Спенсера, претку принцезе Дајане. Земљу око залива је први истраживао Едвард Џон Еир 1839. и 1840-41. Са насељавањем његових обала је почело у касним 1840-им. 